# Squadra giordana di Coppa Davis
La squadra giordana di Coppa Davis rappresenta la Giordania nella Coppa Davis, ed è posta sotto l'egida della Federazione Tennis della Giordania.
La squadra ha esordito nel 1989 e ad oggi il suo miglior risultato è il raggiungimento del Gruppo II della zona Asia/Oceania.

## Organico 2012
Aggiornato agli incontri del Gruppo IV della zona Asia/Oceania (16-21 aprile 2012). Fra parentesi il ranking del giocatore nel momento della disputa degli incontri.
- Seif Adas (ATP #)
- Yezan Abu Dayeh (ATP #)
- Fawaz El Hourani (ATP #)